# Волково (Колпашевський район)
Во́лково (рос. Волково) — присілок у складі Колпашевського району Томської області, Росія. Входить до складу Колпашевського міського поселення.

## Населення
Населення — 181 особа (2010; 234 у 2002).
Національний склад (станом на 2002 рік):
- росіяни — 96 %